# رولین هاچکیس
رولین داگلاس هاچکیس(به انگلیسی: Rollin Hotchkiss) (۱۹۱۱ - ۱۲ دسامبر ۲۰۰۴)  بیوشیمی‌دان آمریکایی بود که به تعیین نقش DNA به عنوان ماده ژنتیکی کمک کرد و در جداسازی و تصفیه اولین آنتی‌بیوتیک‌ها نقش داشت. فعالیت‌های وی در زمینه تراریختی باکتریایی، زمینه ساز ایجاد شاخه ژنتیک مولکولی شد.